# Franz Grillparzer
Franz Grillparzer (Bécs, 1791. január 15. – Bécs, 1872. január 21.) osztrák író, drámaíró és költő.

## Élete
Grillparzer Ausztria egyik művészileg legsokoldalúbb és emberileg legellentmondásosabb képviselője volt. Egy befolyásos bécsi jogásznak, Wenzel Grillparzernek († 1809) és Anna Franziska Grillparzernek († 1819, öngyilkos lett) gyermekeként született. Önéletrajzában is megemlékezett arról, hogy két különböző én lakozott benne. („zwei völlig abgesonderte Wesen (leben). Ein Dichter von der übergreifendsten, ja sich überstürzenden Phantasie und ein Verstandesmensch der kältesten und zähesten Art.”)
1796-99 között a bécsi Szent Anna Gimnázium diákja volt s emellett magántanulóként a Piarista Iskola tanulója lett. A Bécsi Egyetemen filológiát (1807-09) és jogtudományt (1807-11) hallgatott.

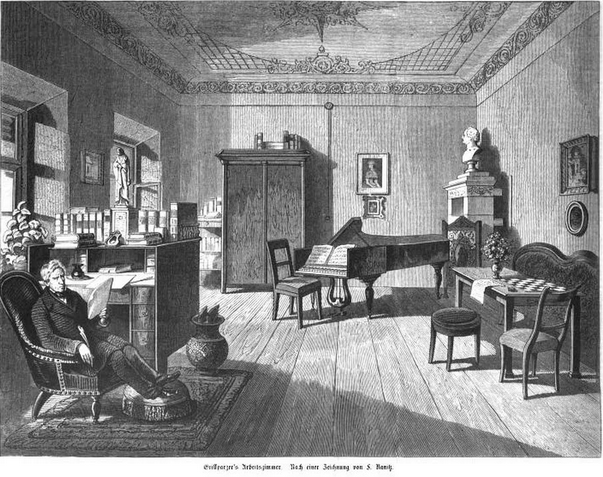
Grillparzer dolgozószobája

1812-ben Seiler gróf udvarában udvarmesteri állást vállalt, 1813-tól pedig gyakornokként dolgozott az Udvari Könyvtárban. 1823-ban az Udvari Kancelláriára került, és 1832-től 1856-ig, nyugdíjazásáig a Kancellária archívumának igazgatója, 1847-ben pedig az Osztrák Tudományos Akadémia egyik alapító tagja volt.
Töprengő, bonyolult, érzékeny, hipochondriára hajlamos lélek volt, s különösen nyomasztóan érintette a korabeli Bécs kicsinyes-elnyomó hivatalos légköre, ami elől utazásokban keresett menedéket, a várostól azonban sohasem tudott elszakadni. 1817-ben mutatták be első sorstragédiáját, Ahnfrau-t (Ősasszony), amelyben az örökölt sors „titokzatos törvényszerűségként” váltja ki a tragédiát. Az ő sorsszemléletét később Platen parodizálta.A német klasszika és romantika örökségének a folytatója, amit műveiben Shakespeare-, Calderón-, és Lope de Vega-hatások gazdagítanak. Versei csak halála után jelentek meg kötetben. A csattanós, epigrammatikus formákat kedvelte, rendszerint didaktikus, polemikus célzattal.

## Drámái
Műveinek jellegét meghatározza a humanitás és a kultúreszmék, a jozefinista felvilágosult szellem, a bécsi és spanyol barokk öröksége, a népszínház hagyományai és az olasz opera zeneisége. Drámái:
- Kasztíliai Blanka
- Az ősanya
- Sapphó
- Az aranygyapjú (Vendéglátás, Médea, Argonauták)
- Ottokár király tündöklése és bukása (a dráma az első Habsburg uralkodó hatalomra jutásának történetét beszéli el, ám eredetileg a zsarnok Ottokár helyett Napóleonról szólt volna)
- Urának hű szolgája (Bánk bán história)
- A tenger és a szerelem hullámai
- Jaj annak aki hazudik (komédia)
- Libussa
- A toledói zsidónő
- Testvérviszály a Habsburg házban

## Novellái
- A zodmiri kolostor (1828)
- A szegény muzsikus (1877)

## Magyarul
- Az ősanya. Szomorújáték; ford. Petrichevich Horváth Dániel; Trattner, Pest, 1824
- Sappho. Szomorújáték; ford. Garay Alajos; Pfeifer, Bp., 1878 (A Nemzeti Színház könyvtára)
- A szegény muzsikus. Beszély; ford. Márkus Miklós; Aigner, Bp., 1880 (Magyar könyvesház)
- Grillparzer Ferenczː Medea. Szomorújáték öt felvonásban; ford. Hegedüs István; Franklin, Bp., 1888 (Olcsó könyvtár)
- Grillparzer Ferenczː A tenger és a szerelem hullámai. Szomorújáték; ford. Ivánfi Jenő; Franklin, Bp., 1892 (Olcsó könyvtár)
- Grillparzer Ferenczː Sappho. Szomorújáték; ford. Ivánfi Jenő; Franklin, Bp., 1894 (Olcsó könyvtár)
- Grillparzer Ferenczː Medea. Szomorújáték öt felvonásban; ford. Ambrus Zoltán; Vass, Bp., 1898 (Fővárosi színházak műsora)
- Grillparzer Ferenczː A szendomiri kolostor; ford. Győri Károly; Franklin, Bp., 1907 (Olcsó könyvtár)
- A zendomiri kolostor; Tolnai, Bp., 1926 (Tolnai regénytára)
- Szapphó; ford. Hajnal Gábor, ill. Kass János; Magyar Helikon–Európa, Bp., 1975